# Parafia Kaspierowskiej Ikony Matki Bożej w Widowie
Parafia Kaspierowskiej Ikony Matki Bożej – parafia prawosławna w Widowie, w dekanacie Bielsk Podlaski diecezji warszawsko-bielskiej.
Na terenie parafii funkcjonuje 1 cerkiew:
- cerkiew Kaspierowskiej Ikony Matki Bożej w Widowie – parafialna

## Historia
Parafia została erygowana w 2007. Wydzielono ją z parafii Narodzenia Przenajświętszej Bogurodzicy w Bielsku Podlaskim.
Obecnie parafię tworzą miejscowości: Widowo, Bielsk Podlaski (część, m.in. ulica Widowska) i przysiółek Szewele.

## Wykaz proboszczów
- 2007–2008 – ks. Paweł Gumeniuk
- od 2008 – ks. Julian Duda